# Aspelta europaea
Aspelta europaea är en hjuldjursart som beskrevs av Hauer 1939. Aspelta europaea ingår i släktet Aspelta och familjen Dicranophoridae. Inga underarter finns listade i Catalogue of Life.